# Loggia degli Albizi
La loggia degli Albizi è un'architettura scomparsa del centro di Firenze, oggi sostituita da una casa situata in piazzetta Piero Calamandrei 1 angolo Borgo degli Albizi 19.

## Storia e descrizione
L'edificio, basso e dal disegno attuale decisamente modesto, nasce sull'antica loggia degli Albizi, come ricordato da una targa che si legge sul lato che guarda la piazzetta Piero Calamandrei. La famiglia Albizi, proprietaria di numerose case e palazzi nella zona tanto da dare il nome a Borgo degli Albizi, celebrava qui particolari cerimonia, come i matrimoni, ed era solo una delle logge privati delle maggiori famiglie fiorentine (la più nota e meglio conservata è la loggia Rucellai, ma esistettero anche una loggia degli Adimari, dei Cerchi, dei Peruzzi, dei Corsi, ecc.).
Nonostante il suo attuale scarso rilievo, in funzione di tali memorie, l'edificio è stato sottoposto nel 1962 a vincolo architettonico.
Presso la cantonata con borgo Albizi è stata messa dai Capitani di Parte (eredi dei Signori Otto) con decreto del 20 aprile 1733 per garantire il decoro della piazza:
| GL'ILLMI SSRI CAPITANI DI PARTE DELLA CITTÀ DI FIRENZE PER LORO DECRETO DEL DI 20 APLE 1733 PROIBIRONO IL NON POTER FAR BRVTTVRE IN QVESTA PIAZZA SOTTO PENA DELLA CATTVRA ET ARBITRIO RIGOROSO DEL MAGISTRATO LORO |

Il decreto non sua particolarmente chiaro, poiché con la doppia negazione sembra sia proibito "non sporcare". 
La seconda lapide si trova sotto una che sembra una normale targa del nome dello slargo, e chiarisce le condizioni di parcheggio delle carrozze nella piazza:
| L O G G I A DEGLI ALBIZI        |
| POSTO PER DUE VETTURE DI PIAZZA |